# Gruppenkommunikation
Als Gruppenkommunikation bezeichnet man in der Kommunikationswissenschaft einen Kommunikationstyp bzw. eine Kommunikationsform, bei der mehr als zwei Individuen miteinander kommunizieren.
Typische Beispiele für Gruppenkommunikation sind der Taxifunk, Sitzungen und Konferenzen.
Siehe auch: Individualkommunikation, Wahlkommunikation, Massenkommunikation